# دیوید تیلور
دیوید موریس تیلور سوم (به انگلیسی: David Morris Taylor III؛ زادهٔ ۵ دسامبر ۱۹۹۰) کشتی‌گیر بازنشسته اهل آمریکا است که در دستهٔ ۸۶ و ۹۲ کیلوگرم کشتی آزاد رقابت می‌کرد. او برندهٔ مدال طلای المپیک ۲۰۲۰ توکیو و قهرمان سه دورهٔ مسابقات قهرمانی کشتی جهان در سال‌های ۲۰۱۸، ۲۰۲۲ و ۲۰۲۳ است. نایب‌قهرمانی مسابقات قهرمانی جهان در ۲۰۲۱ و مدال برنز قهرمانی کشتی جهان ۲۰۲۴ و قهرمانی سه دورهٔ مسابقات قهرمانی پان امریکن از دیگر افتخارات او است. تیلور در کشتی دانشگاهی آمریکا نیز قهرمان دو دورهٔ ان‌سی‌ای‌ای بخش یکم، چهار دورهٔ همایش ۱۰تای بزرگ، و برندهٔ دو جایزه دنی هاج به عنوان بهترین کشتی‌گیر دانشگاهی سال آمریکا شده است.

## فعالیت حرفه‌ای

### مسابقات قهرمانی کشتی جهان ۲۰۱۸
تیلور در وزن ۸۶ کیلوگرم کشتی آزاد قهرمانی جهان ۲۰۱۸ در بوداپست حاضر بود که در مرحله گروهی مسابقات حسن یزدانی قهرمان المپیک ۲۰۱۶ ریو را با نتیجه ۱۱ بر ۶ با شکست مواجه کرد، تیلور در دورهای بعد حاجی رجبوف کشتی‌گیر بلاروسی، یوریسکی توربلانسه کشتی‌گیر اهل کشور کوبا و دوران کوراگلیف کشتی‌گیر روسی را شکست داد و به دیدار پایانی رسید. وی در این دیدار فاتح اردین کشتی‌گیر ترکی را شکست داد و گردن‌آویز طلای وزن ۸۶ کیلوگرم را به‌دست آورد.

### المپیک ۲۰۲۰ توکیو
تیلور در وزن ۸۶ کیلوگرم کشتی آزاد المپیک ۲۰۲۰ توکیو حاضر بود که کارلوس ایزگویردو از کلمبیا، مایلس امینی از سان مارینو و دیپاک پونیا از هند را شکست داد و به فینال رسید. وی در فینال حسن یزدانی از ایران را شکست داد و مدال طلا وزن ۸۶ کیلوگرم را به‌دست آورد.

### نایب قهرمانی کشتی جهان ۲۰۲۱
تیلور در وزن ۸۶ کیلوگرم کشتی آزاد قهرمانی کشتی جهان ۲۰۲۱ اسلو شرکت کرد، او در این مسابقات بوریس ماکوجف از اسلواکی، احمد ایوبوف از فرانسه و ابوبکر آباکاروف از آذربایجان را شکست داد و به فینال رسید. او در فینال این مسابقات مقابل حریف خود حسن یزدانی با نتیجه ۶ بر ۲ شکست خورد و به مدال نقره این مسابقات رسید.

### قهرمانی کشتی جهان ۲۰۲۲
تیلور در وزن ۸۶ کیلوگرم کشتی آزاد قهرمانی کشتی جهان ۲۰۲۲ بلگراد شرکت کرد، او در این مسابقات آرون کانوا از ایتالیا، اتان راموس از پورتوریکو و عظمت دولتبکوف از قزاقستان را شکست داد و به فینال رسید. وی در فینال حسن یزدانی از ایران را شکست داد و مدال طلا را به‌دست آورد.

### قهرمانی کشتی جهان ۲۰۲۳
تیلور در وزن ۸۶ کیلوگرم کشتی آزاد قهرمانی کشتی جهان ۲۰۲۳ بلگراد شرکت کرد، او در این مسابقات سوفیان پادیو بلمیر از مراکش، بنجامین گریل از اتریش، ماگومد شریپوف از بحرین و عظمت دولتبکوف از قزاقستان را شکست داد و به فینال رسید. وی در فینال حسن یزدانی از ایران را شکست داد و مدال طلا را به‌دست آورد.

### قهرمانی کشتی جهان ۲۰۲۴
تیلور در وزن ۹۲ کیلوگرم کشتی آزاد قهرمانی کشتی جهان ۲۰۲۴ تیرانا شرکت کرد، او در این مسابقات در دوره نخست از عبدالرشید سعدالله‌اف از روسیه شکست خورد و با به فینال رسیدن سعدالله اف، به شانس مجدد این رویداد رسید، تیلور در شانس مجدد با پیروزی مقابل ابوبکر آباکاروف از جمهوری آذربایجان و لارس اسهافئل از آلمان به دیدار مبارزه برای مقام سومی مسابقات جهانی مقابل کامران قاسم‌پور از ایران رسید. تیلور در این مبارزه با نتیجه ۶ بر ۳ پیروز شد و به مقام سومی قهرمانی کشتی جهان ۲۰۲۴ رسید.
قهرمانی جهان ۲۰۲۴ آخرین تورنومنتی بود که تیلور در آن شرکت داشت. وی پس از کسب مدال برنز این دوره از مسابقات از دوران قهرمانی خداحافظی کرد و بازنشسته شد. حسن یزدانی رقیب همیشگی تیلور در یک استوری اینستاگرامی برای تیلور نوشت:«در چند سال گذشته داشتن رقیب خوبی مثل تو، بزرگترین انگیزه برای مبارزه من در هر شرایطی بود. برای تو در مسیر زندگی جدید آرزوی موفقیت می‌کنم. امیدوارم همیشه از مسیر زندگی لذت ببری.»